# Eli Cohen
Eliyahu Ben-Shaul Cohen (tiếng Hebrew: אֱלִיָּהוּ בֵּן  שָׁאוּל כֹּהֵן‎, tiếng Ả Rập: ايلي كوهين‎; 26 tháng 12 năm 1924 – 18 tháng 5 năm 1965), thường được biết với cái tên Eli Cohen, là một điệp viên người Israel. Ông được biết đến nhờ vào hoạt động do thám của ông trong khoảng thời gian 1961–1965 ở Syria, nơi ông thiết lập được mối quan thệ mật thiết trong giới chính trị và quân sự và trở thành Cố vấn Chủ chốt cho Bộ Quốc phòng. 
Bộ phận phản gián của Syria đã lật tẩy được âm mưu do thám của ông, tiến hành bắt giữ và buộc tội ông trước 'tòa án binh', ban hành hình phạt tử hình vào năm 1965. Thông tin tình báo mà ông thu thập trước khi bị bắt giữ được cho là đã góp phần quan trọng trong chiến thắng của Israel trong chiến tranh Sáu ngày.

## Thiếu thời và sự nghiệp
Eli Cohen được sinh ra ở Alexandria trong một gia đình Do Thái sùng đạo vào năm 1924. Cha ông đã chuyển tới đây sinh sống từ Aleppo vào năm 1914. Tháng 1 năm 1947, ông đăng ký nhập ngũ trong quân đội Ai Cập nhằm không phải trả khoản phí mà những người Do Thái trẻ bị áp đặt ở Ai Cập, nhưng ông không được chấp nhận vì lý do chính quyền đưa ra là không đáp ứng đủ lòng trung thành. Cũng trong năm đó, sau sự việc này ông cũng phải rời khỏi trường đại học và bắt đầu tự học ở nhà do sự sách nhiễu của tổ chức Anh em Hồi giáo. Trong những năm sau sự kiện thành lập Israel, nhiều gia đình Do Thái rời khỏi Ai Cập. Mặc dù ba mẹ ông và 3 người anh em đến định cư tại Israel vào năm 1949, Cohen vẫn ở lại để tốt nghiệp bằng cấp về điện tử và điều hành các hoạt động của phong trào phục quốc Do Thái. Năm 1951, sau một cuộc đảo chính, một chiến dịch bài Do Thái xuất hiện, và Cohen bị bắt và thẩm vấn do các hoạt động trong cộng đồng Do Thái. Cohen tham gia vào nhiều hoạt động gián điệp của Israel ở Ai Cập vào thập niên 1950, mặc dù chính phủ Ai Cập chưa thể xác định được bằng chứng về vai trò của ông trong Chiến dịch Goshen, nhưng một chiến dịch đã được Israel thực hiện để đưa người Ai Cập gốc Do Thái rời khỏi nước này và tái định cư ở Israel do sự thù địch ngày càng tăng lên ở đây.
Năm 1955, một đơn vị làm nhiệm vụ phá hoại, bao gồm những người Ai Cập gốc Do Thái được tuyển dụng bởi cảnh sát mật Israel thực hiện nhiệm vụ làm tổn hại mối quan hệ của Ai Cập với cái cường quốc phương Tây. Đơn vị này đánh bom các cơ sở của Hoa Kỳ và Anh để tạo sự lầm tưởng đây là hành động của người Ai Cập. Sự kiện này được biết dưới cái tên "Lavon Affair." Chính quyền Ai Cập phá vỡ một đường dây gián điệp và sau một phiên tòa, hai thành viên của nhóm bị tuyên án tử hình. Cohen đã trợ giúp đơn vị này và có liên can, nhưng không có mối liện hệ nào giữa Cohen và các cáo buộc được chứng minh.
Sau sự kiện khủng hoảng Suez, chính phủ Ai Cập tăng cường quấy nhiễu người Do Thái và trục xuất họ. Tháng 12 năm 1956, Cohen bị buộc phải rời nước này. Với sự trợ giúp của Vụ Do Thái, ông đến định cư tại Israel, và đi đến cảnh Haifa trên một con tàu xuất phát từ Naples, Italy.
Năm 1957, Cohen được Lực lượng Quốc phòng Israel tuyển dụng, và làm việc trong bộ phận tình báo quân đội, với vai trò là chuyên gia phân tích phản gián. Công việc này khiến ông nhàm chán, và ông cố gắng để gia nhập Mossad. Cohen cảm thấy bị xúc phạm khi Mossad từ chối, và sau đó ông đã từ chức không làm việc tại bộ phận phản gián. Trong vòng hai năm tiếp theo, ông làm thư ký hồ sơ tại một văn phòng bảo hiểm ở Tel Aviv, và kết hôn với Nadia Majald, một người Do Thái nhập cư từ Iraq vào năm 1959. Họ có ba đứa con Sophie, Irit và Shai,  và gia đình này đến ở tại Bat Yam.
Mossad tuyển dụng Cohen sau khi Tổng Giám đốc Meir Amit, trong lúc đang tìm kiếm ứng cử viên để làm đặc vụ thâm nhập chính phủ Syria, đã tình cờ thấy tên ông trong hồ sơ những người bị loại, khi mà trước đó không ứng cử viên nào chứng tỏ được mình thích hợp cho vị trí này. Trong vòng hai tuần sau đó, ông được đặt dưới sự giám sát của Mossad và được xác nhận thích hợp để tuyển chọn và đào tạo. Cohen được thông báo rằng Mossad quyết định sẽ tuyển ông, và ông sẽ trải qua một khóa đào tạo gắt gao kéo dài sáu tháng tại trường huấn luyện Mossad. Bản báo cáo tốt nghiệp của ông viết rằng ông đã có đủ phẩm chất cần để trở thành một katsa, hay một đặc vụ tiền tuyến.
Ông được tạo một danh tính giả là một doanh nhân người Syria quay trở về nước sau khi sống ở Argentina. Nhằm tạo vỏ bọc này, Cohen đến ở Argentina vào năm 1961.

## Syria

### Chuyến đi Damascus

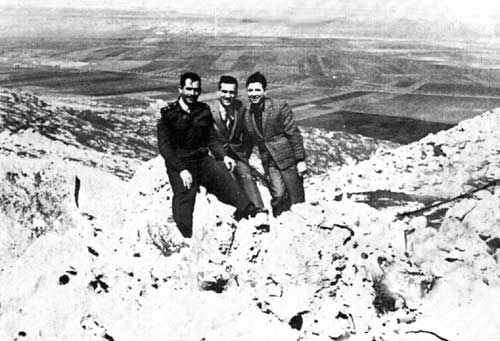
Cohen (ở giữa trong hình) tại cao nguyên Golan

Cohen đến Damascus vào tháng 2 năm 1962 dưới cái tên giả Kamel Amin Thaabet كامل أمين ثابت.

### Xâm nhập và tạo dựng lòng tin
Chiến thuật của Cohen nhằm xây dựng mối quan hệ với cộng đồng các chính trị gia, viên chức quân đội, nhân vật có ảnh hưởng công chúng Syria và giới ngoại giao trong khu vực được hoạch định kỹ càng bởi Mossad.
Cohen tiếp tục cuộc sống dân sự ở Argentina, dành thời gian tại các quán cafe để nghe ngóng các cuộc bàn tán chính trị. Ông cũng tổ chức các buổi tiệc tùng tại nhà, sau đó trở thành những cuộc chè chén của các bộ trưởng cấp cao, doanh nhân Syria, và những nhân vật khác sử dụng căn hộ của Cohen "làm nơi giao thiệp với các phụ nữ, bao gồm thư ký Bộ Quốc phòng, tiếp viên hàng không và ca sĩ Syria." Tại những buổi tiệc này, các quan chức cấp cao sẽ "nói chuyện một cách tự do về công việc của họ và các kế hoạch quân sự. Eli, trong lúc đó sẽ giả vờ say rượu nhưng hoàn toàn tỉnh táo nhằm lắng nghe một cách cẩn thận. Ngoài việc cho các quan chức chính phủ vay mượn và đóng giả như một ông chủ hào hiệp, ông còn đóng vai trò cố vấn cho họ khi đã say. Bản thân Cohen cũng tận hưởng cuộc đời điệp viên của mình. Ông đã có mười bảy tình nhân ở Syria, tất cả đều có sắc đẹp quyến rũ và đến từ những gia đình có thế lực ở đây." 
Một số nguồn tin khẳng định rằng ông có mối quan hệ thân thiết với Amin al-Hafiz. Trong một cuộc phỏng vấn vào năm 2001 với Al-Jazeera Hafiz bác bỏ mối quan hệ này. Ông ta nói rằng một tình bạn thân thiết là điều không thể xảy ra bất chấp sự thật rằng ông đã ở Moskva cho đến năm 1962. Sau khi Hafiz trở thành Thủ tướng, Cohen thậm chí đã có thể được xem xét cho vị trí Phó Bộ trưởng Quốc phòng Syria, mặc dù thư ký của Hafiz đã phủ nhận thông tin này.

### Thu thập tình báo
Cohen thu thập một lượng lớn thông tin tình báo cho quân đội Israel trong khoảng thời gian bốn năm (1961–1965). Cohen gửi thông tin về Israel bằng radio, các lá thư mật và thỉnh thoảng là báo cáo trực tiếp khi ông bí mật quay vê Israel ba lần.
Thành tựu lớn nhất mà ông đạt được là thu thập được thông tin tình báo về công sự của Syria ở cao nguyên Golan. Ông đã giả vờ cảm thông với các binh sĩ phải chịu cái nắng mặt trời, bằng cách trồng cây tại mỗi vị trí đóng quân tại đây. Những cây này thực chất là dấu hiệu chỉ điểm mục tiêu cho quân đội Israel trong chiến tranh Sáu ngày và giúp cho Israel dễ dàng chiếm được cao nguyên Golan chỉ trong hai ngày. Sau đó, Cohen còn tổ chức nhiều chuyến viếng thăm đến vùng biên giới phía nam, nhằm thu thập hình ảnh và phác họa vị trí của quân Syria
Cohen biết được kế hoạch quan trọng của Syria khi thiết lập ba phòng tuyến liên tiếp bao gồm các boong ke và súng cối; trong khi quân đội Israel cho rằng sẽ chỉ phải chạm trán một phòng tuyến.

### Bại lộ
Đại tá Tình báo Syria mới bổ nhiệm Ahmed Su'edani không tinh tưởng một ai và không có thiện cảm với Cohen. Vì lý do này, Cohen thể hiện mối lo sợ về khả năng bị bại lộ và báo cáo với cấp trên rằng ông muốn kết thúc nhiệm vụ của mình tại Syria trong chuyến trở về cuối cùng đến Israel vào tháng 11 năm 1964—nhằm hai mục đính là báo cáo thông tin và chứng kiến đứa con thứ ba của ông chào đời. Mặc dù vậy, Tình báo Israel vẫn yêu cầu ông trở lại Syria thêm một lần nữa. Trước khi rời đi, Cohen đã đảm bảo với vợ ông rằng sẽ chỉ có thêm một chuyến đi nữa trước khi ông trở về nhà mãi mãi.
Tháng 1 năm 1965, những nỗ lực của Syria nhằm tìm kiếm những gián điệp cấp cao được tăng cường. Sử dụng các thiết bị dò tìm của Soviet và được sự trợ giúp của các chuyên gia cấp cao Soviet, Syria đã vận dụng kỹ thuật radio silence để truy tìm bất cứ sóng thông tin truyền bằng sóng radio bất hợp pháp ở nước này. Sau một lượng lớn radio interference bị phát hiện và lần ra dấu vết, vào ngày 24 tháng 1 các giới chức an ninh Syria đã ập vào căn hộ của Cohen và bắt quả tang ông đang truyền tin về Israel.

## Cáo buộc và án tử hình

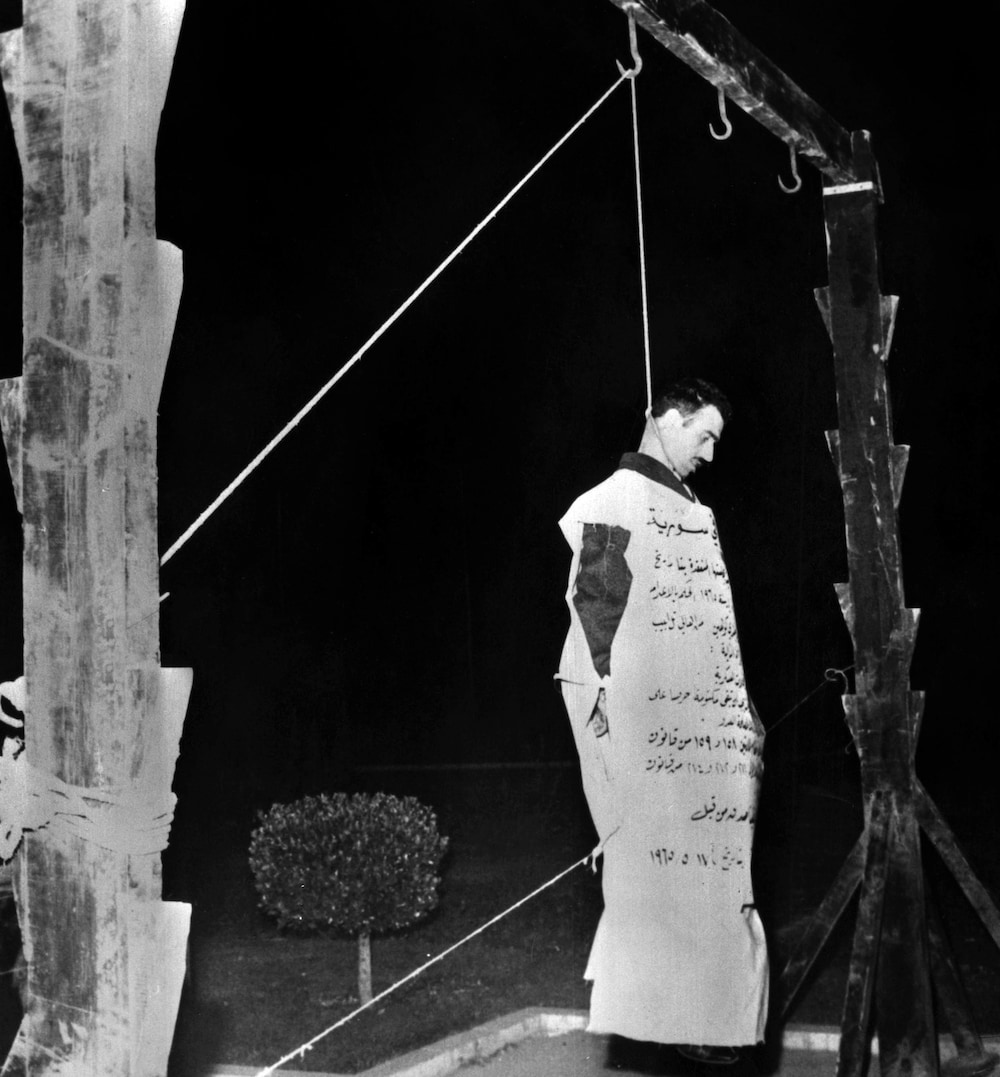
Eli Cohen, bị treo cổ ở nơi công cộng tại quảng trường Marjeh, Damascus vào ngày 18 tháng 5 năm 1965

Sau một phiên xét xử tại tòa án quân sự, ông kết tội gián điệp và chịu án tử hình trong bộ luật hình sự. Cohen được cho rằng đã bị thẩm vấn và tra tấn nhiều lần. Trước tình thế này, Israel đã vận động hành lang quốc tế để ân xá cho ông, hi vọng thuyết phục được chính phủ Syria không xử tử ông. Bộ trưởng Ngoại giao Israel Golda Meir dẫn đầu chiến dịch, yêu cầu cộng đồng quốc tế gây áp lực lên Damascus cân nhắc hậu quả của việc treo cổ Cohen. Các nhà ngoại giao, Thủ tướng và Giáo hoàng Paul VI đã cố gắng can thiệp. Meir thậm chí đã viện đến Liên Xô. Bất chấp thỉnh cầu của các đại diện chính phủ Pháp, Bỉ và Canada nhằm thuyết phục Syria thay đổi hình phạt tử hình, nhưng bản án cuối cùng vẫn được giữ nguyên.   
Ngày 15 tháng 5 năm1965, Cohen viết trong lá thư cuối cùng của mình:
"...Anh cầu mong Nadia yêu dấu đừng dành thời gian đau buồn về những điều đã qua. Hãy tập trung cho bản thân mình, nhìn về tương lai tươi sáng phía trước!"
Ngày 18 tháng 5 năm 1965, Cohen bị treo cổ công khai tại quảng trường Marjeh ở Damascus. Trong ngày ông bị xử tử, mong muốn cuối cùng của Cohen là được gặp một Thầy tu Do Thái, yêu cầu này đã được giới chức Syria chấp thuận. Trên đường tới quảng trường Marjeh trong một xe tải, ông được tháp tùng bởi Nissim Andabo, một Thầy tu Trưởng 80 tuổi ở Syria.
Ngày 20 tháng 9 năm 2016, một video về thân thể Cohen sau khi bị xử tử được đăng trên Facebook bởi một nhóm người Syria vô danh có tên "kho tàng nghệ thuật Syria." Trước đó chưa có một video nào về cuộc hành hình được biết là có tồn tại.

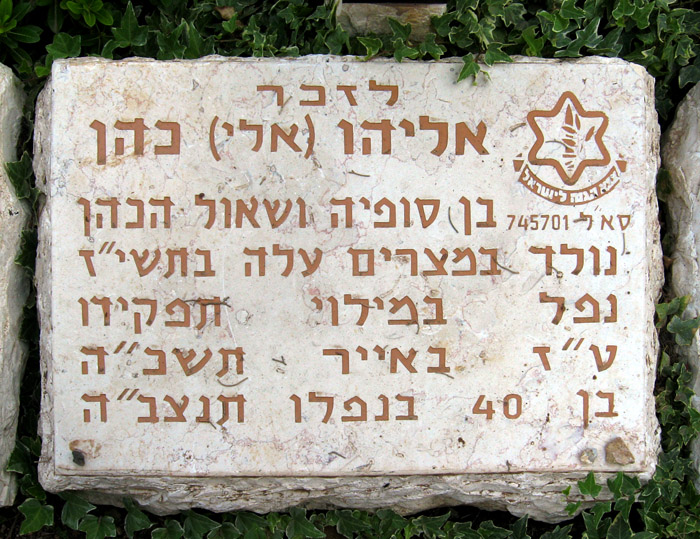
Memorial stone reading Eliahu (Eli) Cohen in the "Garden of the Missing Soldiers" on Mount Herzl in Jerusalem.

## Chôn cất
Tháng 11 năm 1965, vợ của Cohen là Nadia đã gửi một lá thư tới Hafez al-Assad và cầu xin ông tha thứ cho hành động của Eli, nhằm hi vọng nhận được thi thể của chồng mình. 
Lời khẩn cầu của gia đình Cohen bị giới chức Syria bác bỏ (cho đến tháng 9 năm 2012). Tháng 2 năm 2007 chính phủ Thổ Nhĩ Kỳ xác nhận rằng họ sẵn sàng làm trung gian cho việc trao trả hài cốt Cohen cho gia đình ông từ Syria. Tháng 8 năm 2008 Monthir Maosily, cựu chánh văn phòng của lãnh đạo Syria quá cố Hafez al-Assad, nói rằng chỗ chôn cất Eli Cohen vẫn chưa được tìm thấy, khẳng đinh rằng chính phủ Syria đã chôn cất gián điệp Israel tổng cộng ba lần, nhằm ngăn cản việc đưa hài cốt trở về Israel bằng một chiến dịch bí mật.  Các anh em của Cohen, Abraham và Maurice, thực hiện một chiến dịch kết tập hài cốt của ông. Maurice mất vào năm 2006. Nadia vẫn tiếp tục chiến dịch.

## Tưởng nhớ và ghi nhận
Bộ phim The Impossible Spy miêu tả về cuộc đời ông.
Cohen đã trở thành anh hùng quốc gia của Israel. Nhiều con đường và khu dân cư đã được đặt theo tên ông. Con trai của ông Bar Mitzvah vào năm 1977 đã được tiếp kiến Thủ tướng Menachem Begin, Bộ trưởng Quốc phòng Ezer Weizmann, Tham mưu Trưởng Mordechai Gur, vài nhân vật Mossad. Một tảng đá ghi nhớ đã được làm cho Cohen tại Garden of the Missing Soldiers ở Núi Herzl thuộc Jerusalem.